# Burgstall Kammerstein
Der Burgstall Kammerstein ist eine abgegangene Höhenburg auf einem 420 m ü. NHN hohen Ausläufer des Heidenbergs, in dem Pfarrdorf Kammerstein im Landkreis Roth in Bayern.

## Geschichte
Die Reichsburg wurde im 12. Jahrhundert von dem späteren Ministerialen des Kaisers Friedrich II. Ramung I. von Kammerstein († um 1260) erbaut, wahrscheinlich als neuer Sitz für die Verwaltung des Schwabacher Königsguts. Sie ist 1181 erstmals urkundlich erwähnt und wurde zwischen 1220 und 1230 zum Schutz der Stadt Schwabach und der das Gebiet des Heidenbergs durchziehenden drei Reichsstraßen ausgebaut. 1235 unterzeichnete Ramung eine Urkunde als Ramungus de Camerstain miles olim de Svabahc (Ramung von Kammerstein, Ritter ehemals von Schwabach). Von der Burg aus wurde das Kammersteiner Land mehrere Jahrhunderte verwaltet. 
Nachdem 1260 das Geschlecht der Kammersteiner erloschen war, verpfändete König Albrecht I. im Jahre 1299 die Burg zusammen mit Schwabach, Altdorf und der Burg und dem Ort Kornburg an den Grafen Emich I. von Nassau († 1334) und dessen Frau Anna, Tochter des Burggrafen Friedrich III. zu Nürnberg. 1348 verlieh Karl IV. Emichs Söhnen Johann und Emich II. diese Besitzungen als erbliches Reichslehen. Deren Mutter Anna hatte die Burg Kammerstein seit 1336 als Wittum in Besitz und lebte dort von 1349 bis zu ihrem Tod zwischen 1355 und 1357. Nachdem auch Emich II. 1359 verschieden war, verkaufte Johann von Nassau-Hadamar im Jahre 1364 die Burg und seinen gesamten verbliebenen Besitz in Franken für 15.400 Pfund Heller an seinen Vetter Albrecht von Zollern-Nürnberg.
Die Burg wurde 1461 durch bayerische Truppen zerstört und anschließend nur teilweise wieder aufgebaut. Der Amtssitz des markgräflichen Pflegers wurde nach Schwabach verlegt und die Burg Kammerstein diente den Markgrafen von Brandenburg-Ansbach danach nur noch kurze Zeit als Jagdsitz in den ausgedehnten Waldungen um den Heidenberg. Nach erneuter Zerstörung im Jahr 1523 wurde die Burg nicht mehr instand gesetzt. Sie verfiel immer mehr und wurde im Dreißigjährigen Krieg völlig zerstört. Die Ruine diente danach als Steinbruch. Als der noch stehende, inzwischen durch Blitzschlag beschädigte Bergfried der weiteren Nutzung eines am Nordhang des Burgberges angelegten Steinbruchs im Wege stand, entschloss sich die markgräfliche Regierung in Ansbach 1782, ihn vollends abzubrechen. Nur noch geringe Spuren erinnern an die einst mächtige Feste. Das Wappen der Gemeinde Kammerstein weist auf das untergegangene Ministerialengeschlecht hin.